# Marie Krüttli

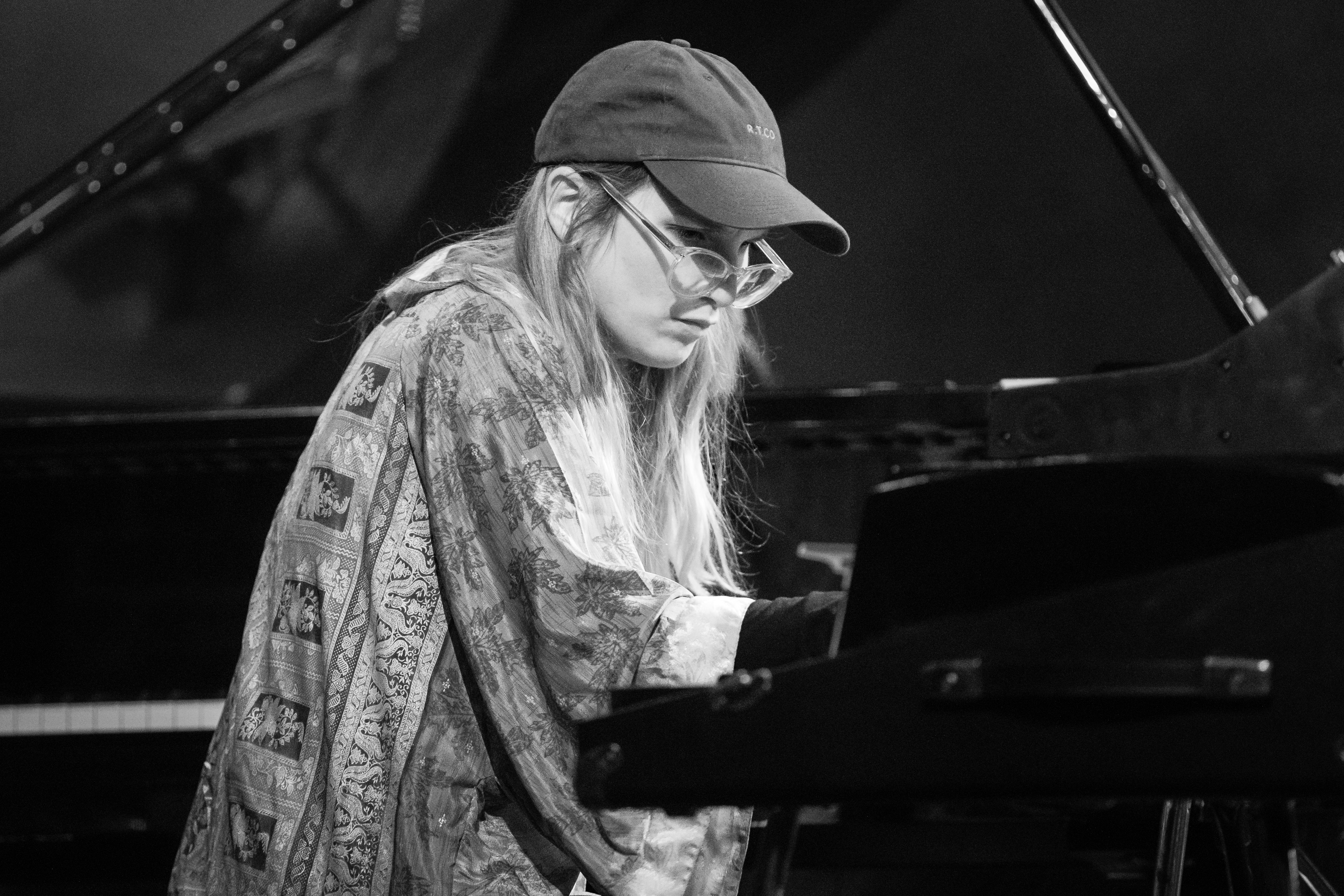
Marie Krüttli (2023)

Marie Krüttli (* 1991 in Saint-Imier) ist eine Schweizer Jazzmusikerin (Piano, Komposition).

## Leben und Wirken
Krüttli, deren Eltern klassische Musiker sind, erhielt zunächst klassischen Musikunterricht an der Berner Jura Musikschule. 2005 folgte Klavierunterricht bei Joanna Bochenska und der Musikschule in Biel bis 2008. In Konzerten mit dem  Bieler Symphonieorchester trat sie als Solistin auf. Zugleich entwickelte sie ein Interesse für Jazz; zwischen 2009 und 2012 studierte sie an der Haute École de Musique Lausanne Jazz-Piano bei Emil Spányi, Vinz Vonlanthen, Jean-Pierre Schaller, Jeff Baud und François Lindemann. Seit Herbst 2012 setzte sie ihre Studien an der Hochschule Luzern bei Christoph Stiefel und Hans Feigenwinter fort. Zu hören ist sie u. a. auch auf Alban Darches Bigband-Album Le Gros Cube #2 (2021).
Krüttli gründete 2010 mit Studienkollegen ihr eigenes Trio, mit dem sie in der Schweiz und in Europa auftrat. Weiterhin hat sie am «Unerhört»-Projekt mit Gerry Hemingway und Tim Berne mitgewirkt. Während eines Aufenthalts in New York arbeitete sie auch im eigenen Quintett. 2023 legte sie ein Soloalbum mit eigenen Kompositionen vor.

## Preise und Auszeichnungen
Krüttli hat den Förderpreis für Junge Pianisten der Langnau Jazz nights erhalten. Mit ihrem Trio erhielt sie 2016 den ZKB Jazzpreis; herausgestellt wurde von der Jury die Fähigkeit, „komplexe Kompositionen mit einer erstaunlichen Leichtigkeit zu spielen und dabei immer mit einem grossen Ohr auf die Mitmusiker zu hören.“

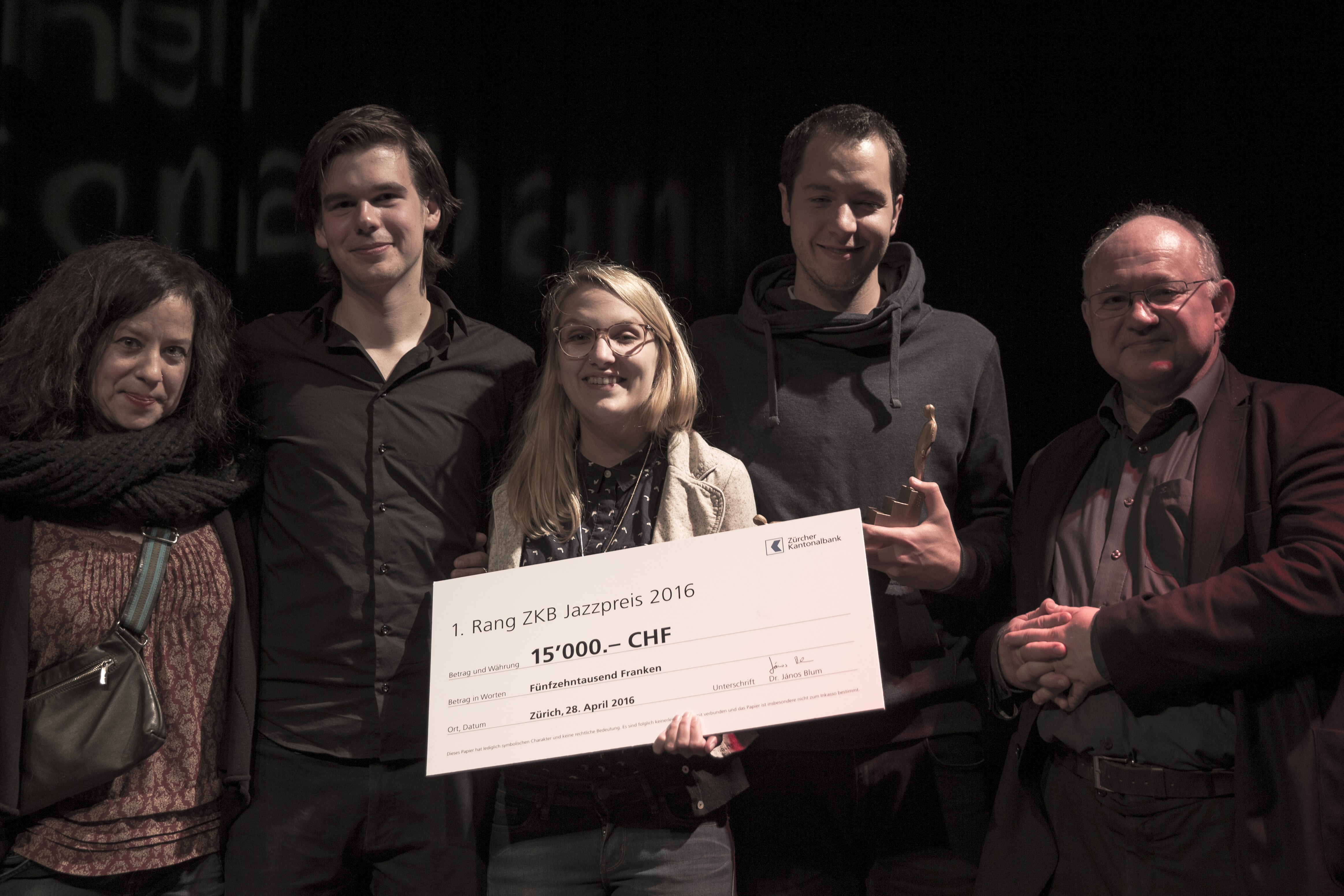
Marie Krüttli (Mitte, bei der Überreichung des ZKB Jazzpreis 2016)

## Diskographische Hinweise
- Kartapousse (Konnex Records 2014, mit Lukas Traxel, Martin Perret)
- What Do I Miss (QFTF 2015, mit Francesco Geminiani, Cody Rowlands, Devin Starks, Jonathan Barber)
- Running After the Sun (QFTF 2017, mit Lukas Traxel, Martin Perret)
- The Kind of Happy One (QFTF, 2020, mit Lukas Traxel, Jonathan Barber)
- Marie Krüttli & Ganesh Geymeier: After the Rain (Vinayaka Records 2022)
- Transparence (Intakt Records 2023)